# Galfingue
Galfingue [ɡalfɛ̃ɡ]  est une commune française de la région mulhousienne située dans la circonscription administrative du Haut-Rhin et, depuis le 1er janvier 2021, dans le territoire de la Collectivité européenne d'Alsace, en région Grand Est.
Cette commune se trouve dans la région historique et culturelle d'Alsace.

## Géographie

### Communes limitrophes
|            | Heimsbrunn | Hochstatt |
| Bernwiller | Galfingue  | Frœningen |
|            | Spechbach  | Illfurth  |

### Hydrographie

#### Réseau hydrographique
La commune est dans le bassin versant du Rhin au sein du bassin Rhin-Meuse. Elle est drainée par le ruisseau Weihergraben et le ruisseau de l'Étang Rittweiher,,.

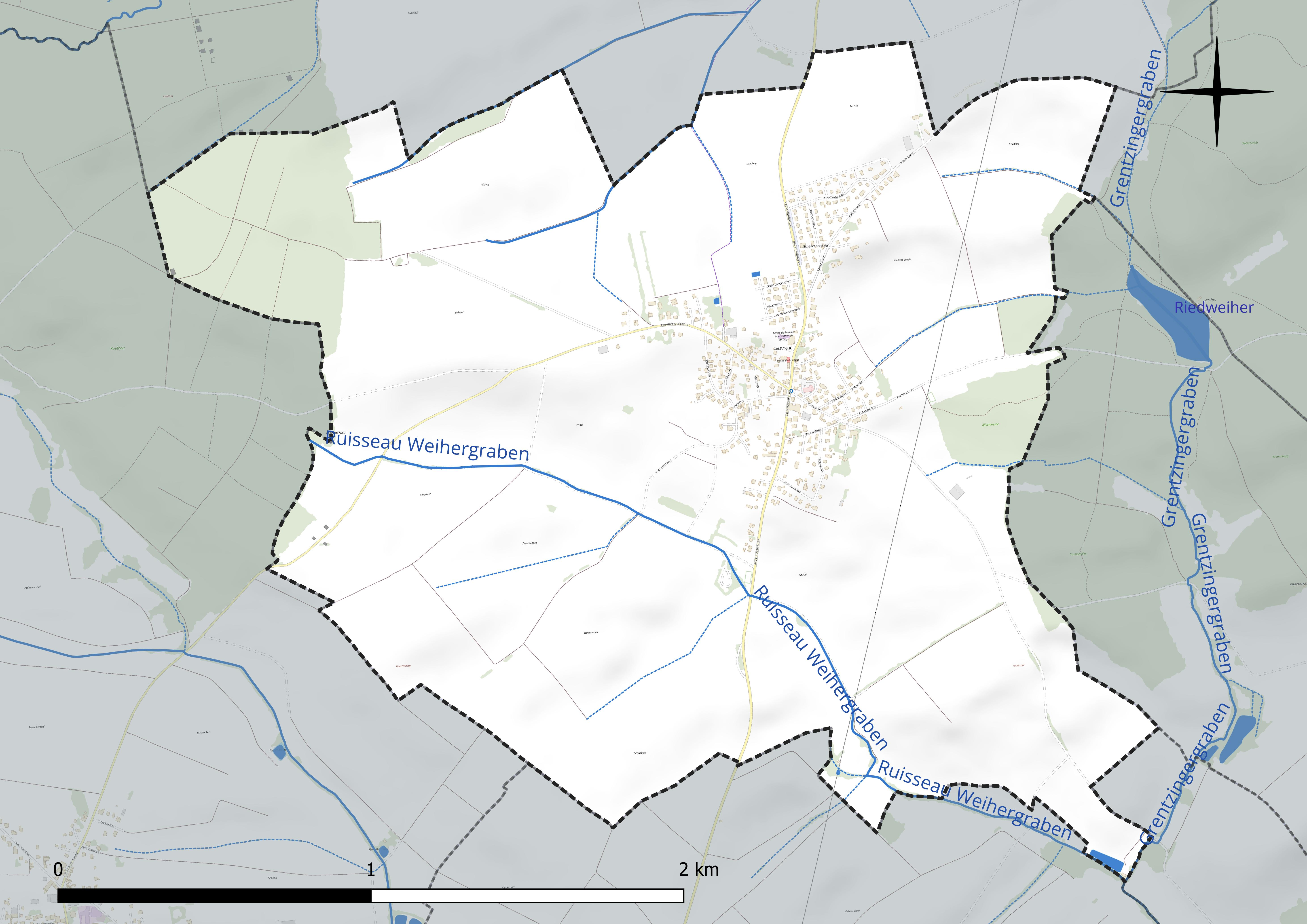
Réseau hydrographique de Galfingue.

#### Gestion et qualité des eaux
Le territoire communal est couvert par le schéma d'aménagement et de gestion des eaux (SAGE) « Largue ». Ce document de planification concerne le bassin versant de la Largue et une zone située à l'ouest du périmètre (la région de Montreux). Ce territoire s'étend sur 385 km2. Le périmètre a été arrêté le 4 mars 1996 et le SAGE proprement dit a été approuvé le 24 septembre 1999 puis révisé le 17 mai 2016. La structure porteuse de l'élaboration et de la mise en œuvre est le Syndicat mixte pour l'aménagement et la renaturation du bassin versant de la Largue et du secteur de Montreux, qui a évolué en Epage le 1er janvier 2018, sous le nom de Epage Largue. 
La qualité des cours d’eau peut être consultée sur un site dédié géré par les agences de l’eau et l’Agence française pour la biodiversité. 

### Climat
Pour des articles plus généraux, voir Climat du Grand Est et Climat du Haut-Rhin.
En 2010, le climat de la commune est de type climat des marges montargnardes, selon une étude du Centre national de la recherche scientifique s'appuyant sur une série de données couvrant la période 1971-2000. En 2020, Météo-France publie une typologie des climats de la France métropolitaine dans laquelle la commune est exposée à un climat semi-continental et est dans la région climatique  Vosges, caractérisée par une pluviométrie très élevée (1 500 à 2 000 mm/an) en toutes saisons et un hiver rude (moins de 1 °C). 
Pour la période 1971-2000, la température annuelle moyenne est de 10,2 °C, avec une amplitude thermique annuelle de 17,8 °C. Le cumul annuel moyen de précipitations est de 711 mm, avec 9,5 jours de précipitations en janvier et 9,2 jours en juillet. Pour la période 1991-2020, la température moyenne annuelle observée sur la station météorologique de Météo-France la plus proche, « Carspach », sur la commune de Carspach à 10 km à vol d'oiseau, est de 11,0 °C et le cumul annuel moyen de précipitations est de 827,7 mm. 
La température maximale relevée sur cette station est de 38,1 °C, atteinte le 4 août 2022 ; la température minimale est de −17,7 °C, atteinte le 5 février 2012,,. 
Les paramètres climatiques de la commune ont été estimés pour le milieu du siècle (2041-2070) selon différents scénarios d'émission de gaz à effet de serre à partir des nouvelles projections climatiques de référence DRIAS-2020. Ils sont consultables sur un site dédié publié par Météo-France en novembre 2022.

## Urbanisme

### Typologie
Au 1er janvier 2024, Galfingue est catégorisée bourg rural, selon la nouvelle grille communale de densité à sept niveaux définie par l'Insee en 2022.
Elle est située hors unité urbaine. Par ailleurs la commune fait partie de l'aire d'attraction de Mulhouse, dont elle est une commune de la couronne,. Cette aire, qui regroupe 132 communes, est catégorisée dans les aires de 200 000 à moins de 700 000 habitants,.

### Occupation des sols
L'occupation des sols de la commune, telle qu'elle ressort de la base de données européenne d’occupation biophysique des sols Corine Land Cover (CLC), est marquée par l'importance des territoires agricoles (81,1 % en 2018), en diminution par rapport à 1990 (82,2 %). La répartition détaillée en 2018 est la suivante : 
terres arables (81,1 %), zones urbanisées (9,9 %), forêts (9 %). L'évolution de l’occupation des sols de la commune et de ses infrastructures peut être observée sur les différentes représentations cartographiques du territoire : la carte de Cassini (XVIIIe siècle), la carte d'état-major (1820-1866) et les cartes ou photos aériennes de l'IGN pour la période actuelle (1950 à aujourd'hui).

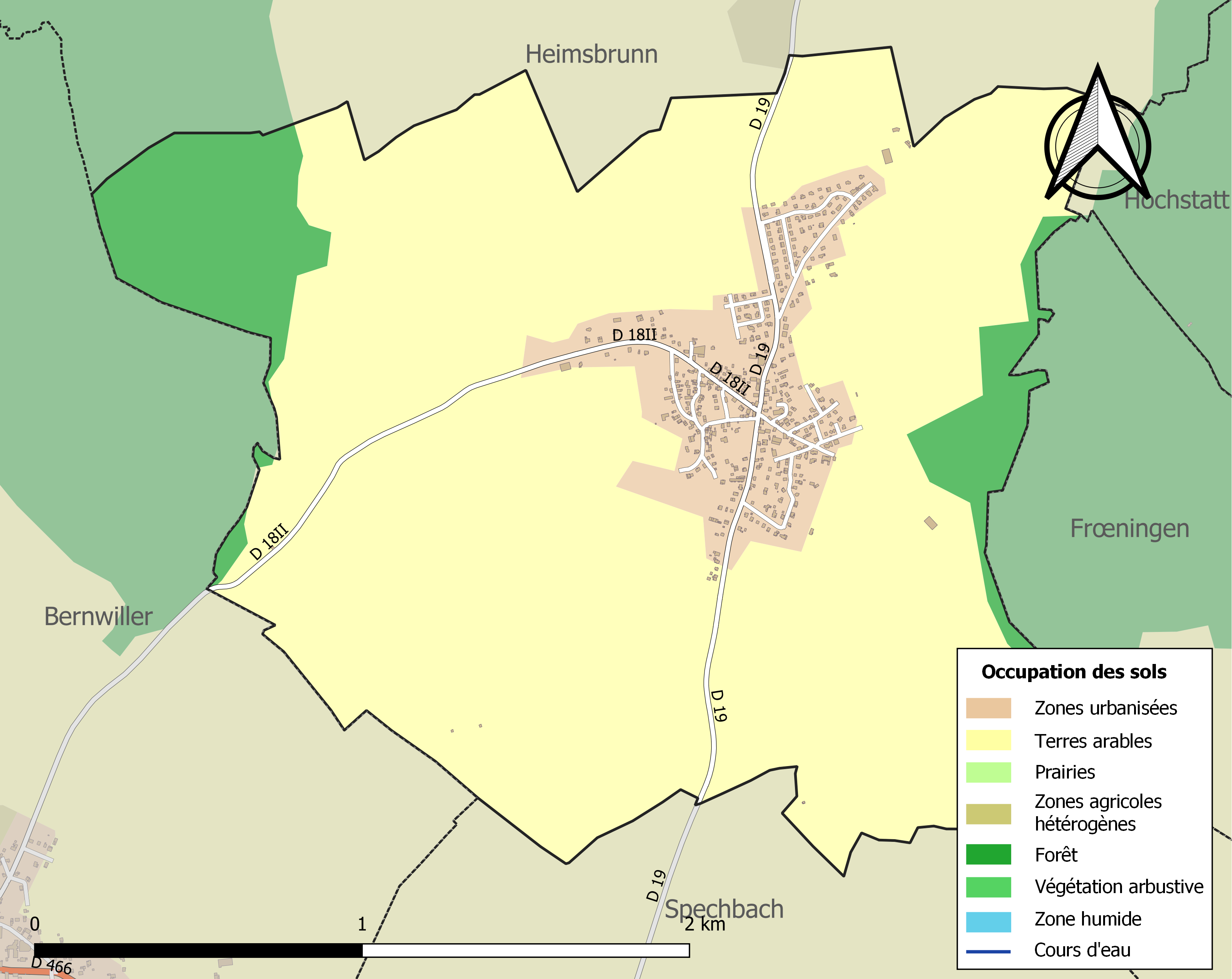
Carte des infrastructures et de l'occupation des sols de la commune en 2018 (CLC).

## Toponymie
- Galfingen (1144), Galfingen (1793 & 1801[16]), Galfingue (?).
- En allemand : Galfingen. En alsacien : Gàlfìnge.

## Histoire
Une nécropole carolingienne se situant à la sortie nord du village laisse penser qu'il date du Ve siècle. Sa première mention remonte à 1144, à l'époque où il faisait partie de la seigneurie de Thann,.
La commune a été décorée le 30 janvier 1923 de la croix de guerre 1914-1918.
Galfingue est le théâtre d'un fait divers en 2003, l'affaire dite des « bébés de Galfingue » dans laquelle quatre corps de nouveau-nés sont découverts dans des sacs poubelles plastiques dans un sous-bois.

### Héraldique
| Blason de Galfingue | Les armes de Galfingue se blasonnent ainsi : « D'azur à la crosse contourné d'or. » |

## Politique et administration

### Liste des maires
| Période                                  | Période                   | Identité                                            | Étiquette | Qualité                                               |
| ---------------------------------------- | ------------------------- | --------------------------------------------------- | --------- | ----------------------------------------------------- |
| Les données manquantes sont à compléter. |                           |                                                     |           |                                                       |
| 1848                                     | 1852                      | Pierre Hitter                                       |           |                                                       |
| 1852                                     | 1865                      | Jean Bischoff                                       |           |                                                       |
| 1865                                     | 1876                      | Guillaume Jelger                                    |           |                                                       |
| 1876                                     | 1886                      | Jean Wirth                                          |           |                                                       |
| 1886                                     | 1897                      | Joseph Bischoff                                     |           |                                                       |
| 1897                                     | 1924                      | Joseph Meyer                                        |           |                                                       |
| 1924                                     | 1929                      | Georges Hitter                                      |           |                                                       |
| 1929                                     | 1942                      | Joseph Hitter                                       |           |                                                       |
| 1942                                     | 1944                      | Joseph Bruchlein                                    |           |                                                       |
| 1944                                     | 1947                      | Joseph Hitter                                       |           |                                                       |
| 1947                                     | mars 1971                 | Joseph Bischoff                                     |           |                                                       |
| mars 1971                                | mars 2001                 | Julien Bindler                                      | SE        | Dirigeant d'un cabinet d'architectes, maire honoraire |
| mars 2001                                | mars 2008                 | André Jelger                                        | SE        |                                                       |
| mars 2008                                | En cours (au 31 mai 2020) | Christophe Bitschene Réélu pour le mandat 2020-2026 |           | Responsable agent bancaire                            |

### Budget et fiscalité 2015
En 2015, le budget de la commune était constitué ainsi :
- total des produits de fonctionnement : 465 000 €, soit 578 € par habitant ;
- total des charges de fonctionnement : 356 000 €, soit 443 € par habitant ;
- total des ressources d'investissement : 154 000 €, soit 192 € par habitant ;
- total des emplois d’investissement : 421 000 €, soit 524 € par habitant ;
- endettement : 329 000 €, soit 410 € par habitant.

Avec les taux de fiscalité suivants :
- taxe d'habitation : 9,91 % ;
- taxe foncière sur les propriétés bâties : 11,48 % ;
- taxe foncière sur les propriétés non bâties : 55,59 % ;
- taxe additionnelle à la taxe foncière sur les propriétés non bâties : 0,00 % ;
- cotisation foncière des entreprises : 0,00 %.

## Démographie
L'évolution du nombre d'habitants est connue à travers les recensements de la population effectués dans la commune depuis 1793. Pour les communes de moins de 10 000 habitants, une enquête de recensement portant sur toute la population est réalisée tous les cinq ans, les populations de référence des années intermédiaires étant quant à elles estimées par interpolation ou extrapolation. Pour la commune, le premier recensement exhaustif entrant dans le cadre du nouveau dispositif a été réalisé en 2006.

En 2022, la commune comptait 806 habitants, en évolution de +0,25 % par rapport à 2016 (Haut-Rhin : +0,66 %, France hors Mayotte : +2,11 %).
| 1793 | 1800 | 1806 | 1821 | 1831 | 1836 | 1841 | 1846 | 1851 |
| ---- | ---- | ---- | ---- | ---- | ---- | ---- | ---- | ---- |
| 445  | 487  | 586  | 551  | 636  | 686  | 731  | 766  | 742  |

| 1856 | 1861 | 1866 | 1871 | 1875 | 1880 | 1885 | 1890 | 1895 |
| ---- | ---- | ---- | ---- | ---- | ---- | ---- | ---- | ---- |
| 684  | 762  | 716  | 737  | 710  | 706  | 696  | 676  | 632  |

| 1900 | 1905 | 1910 | 1921 | 1926 | 1931 | 1936 | 1946 | 1954 |
| ---- | ---- | ---- | ---- | ---- | ---- | ---- | ---- | ---- |
| 644  | 625  | 600  | 405  | 461  | 434  | 399  | 332  | 361  |

| 1962 | 1968 | 1975 | 1982 | 1990 | 1999 | 2006 | 2011 | 2016 |
| ---- | ---- | ---- | ---- | ---- | ---- | ---- | ---- | ---- |
| 347  | 363  | 363  | 508  | 522  | 561  | 767  | 805  | 804  |

| 2021 | 2022 | - | - | - | - | - | - | - |
| ---- | ---- | - | - | - | - | - | - | - |
| 811  | 806  | - | - | - | - | - | - | - |

## Lieux et monuments
- L'église Saint-Gangolphe[30] et son orgue d'Edmond-Alexandre Roethinger], 1923[31].

Presbytère,.
- Monument aux morts.
- Borne de 1761[34].
- Mairie et école dite Maison commune[35].
- Calvaire, monument sépulcral[36].
- Croix de chemin[37].

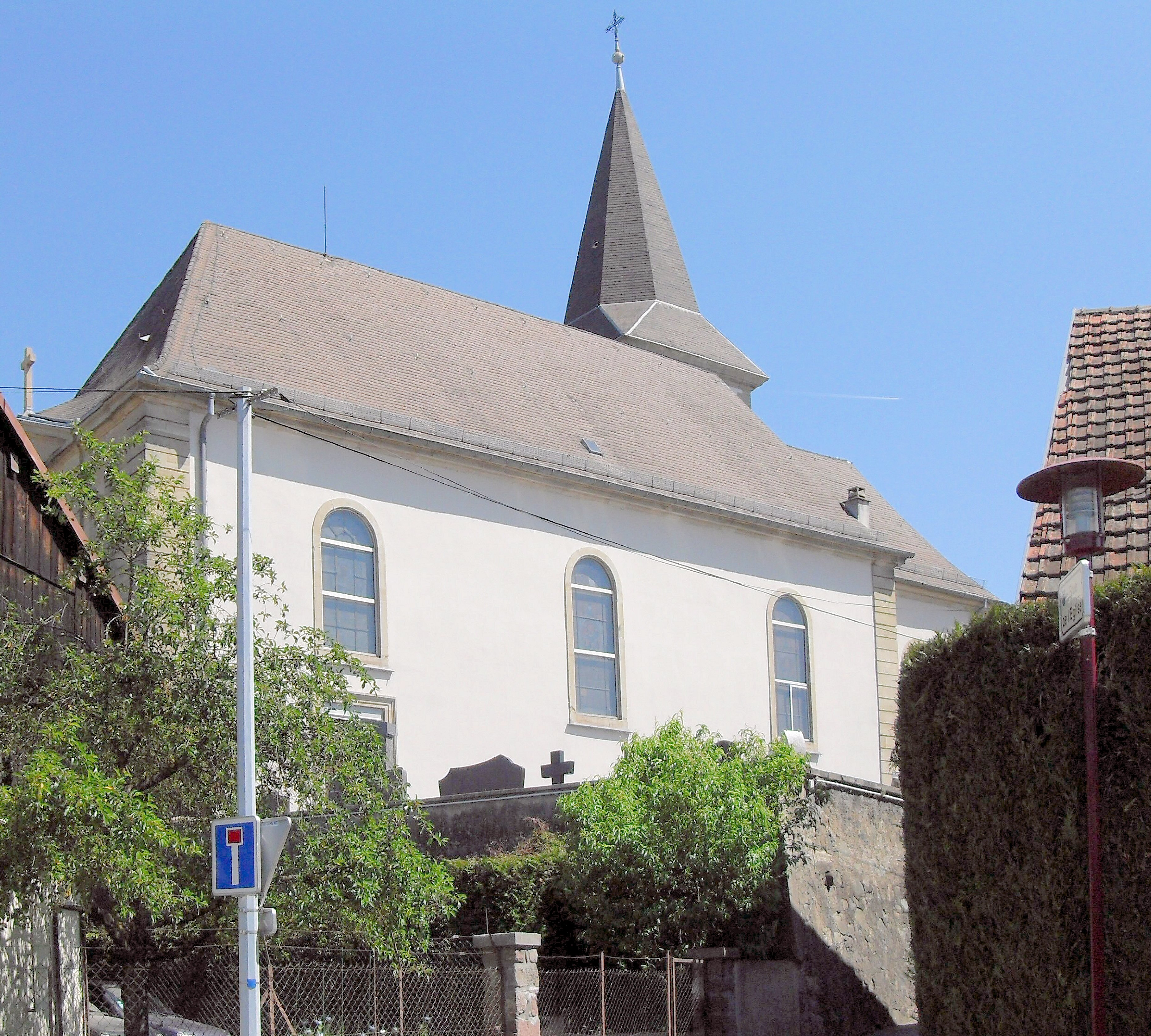
L'église Saint-Gangolphe.
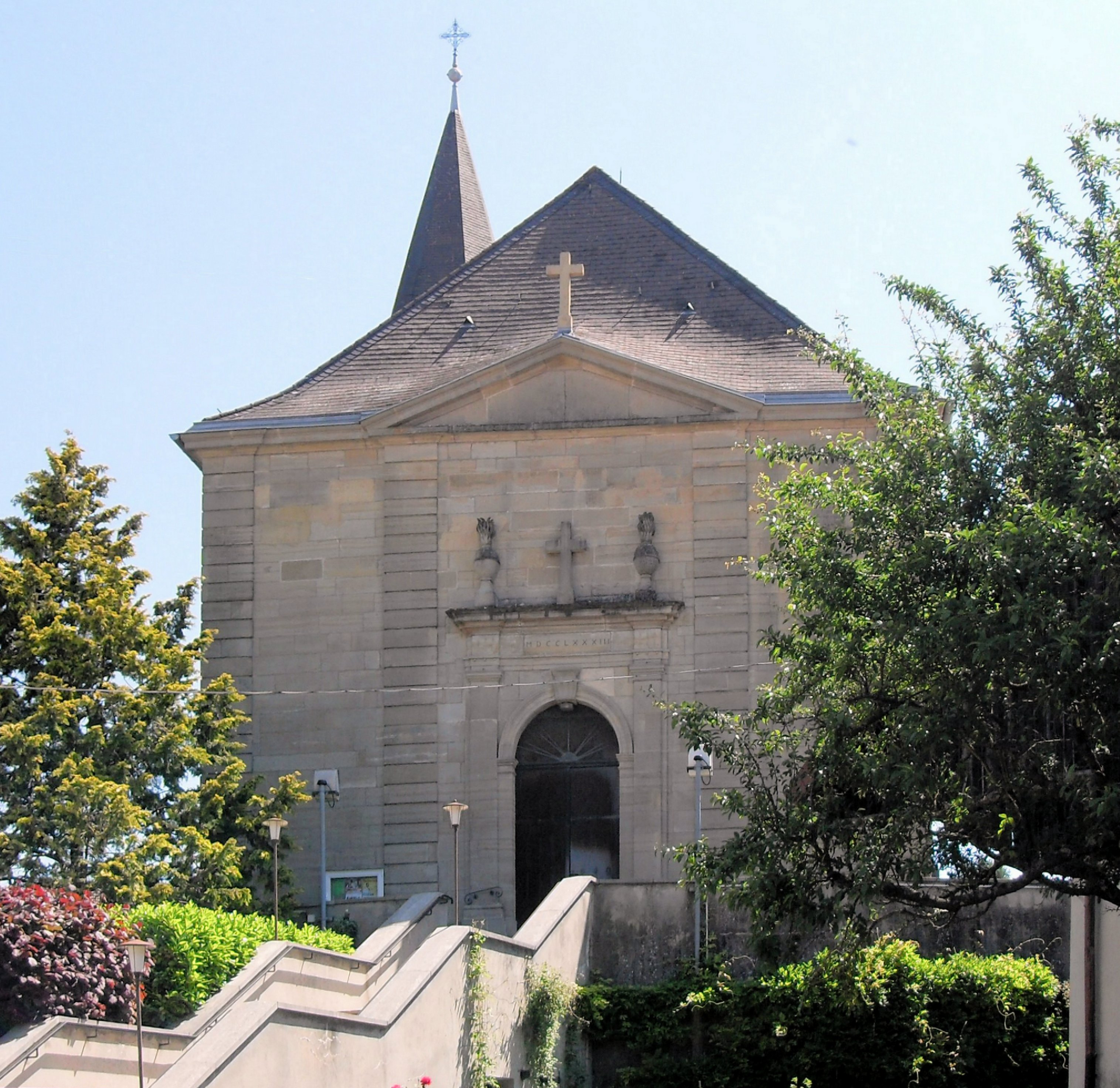
L'église Saint-Gangolphe.
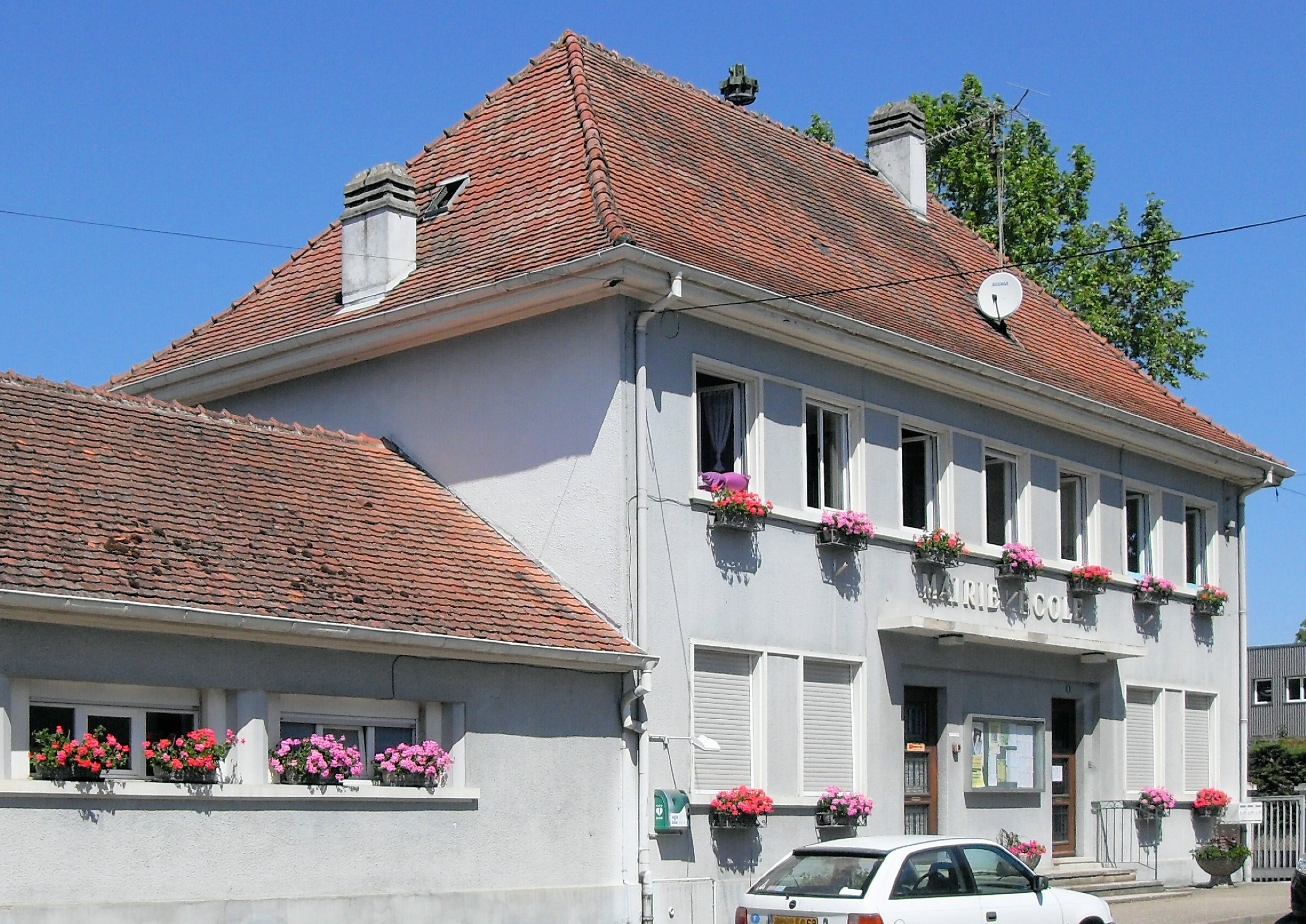
La mairie-école.